# Michele Fabris

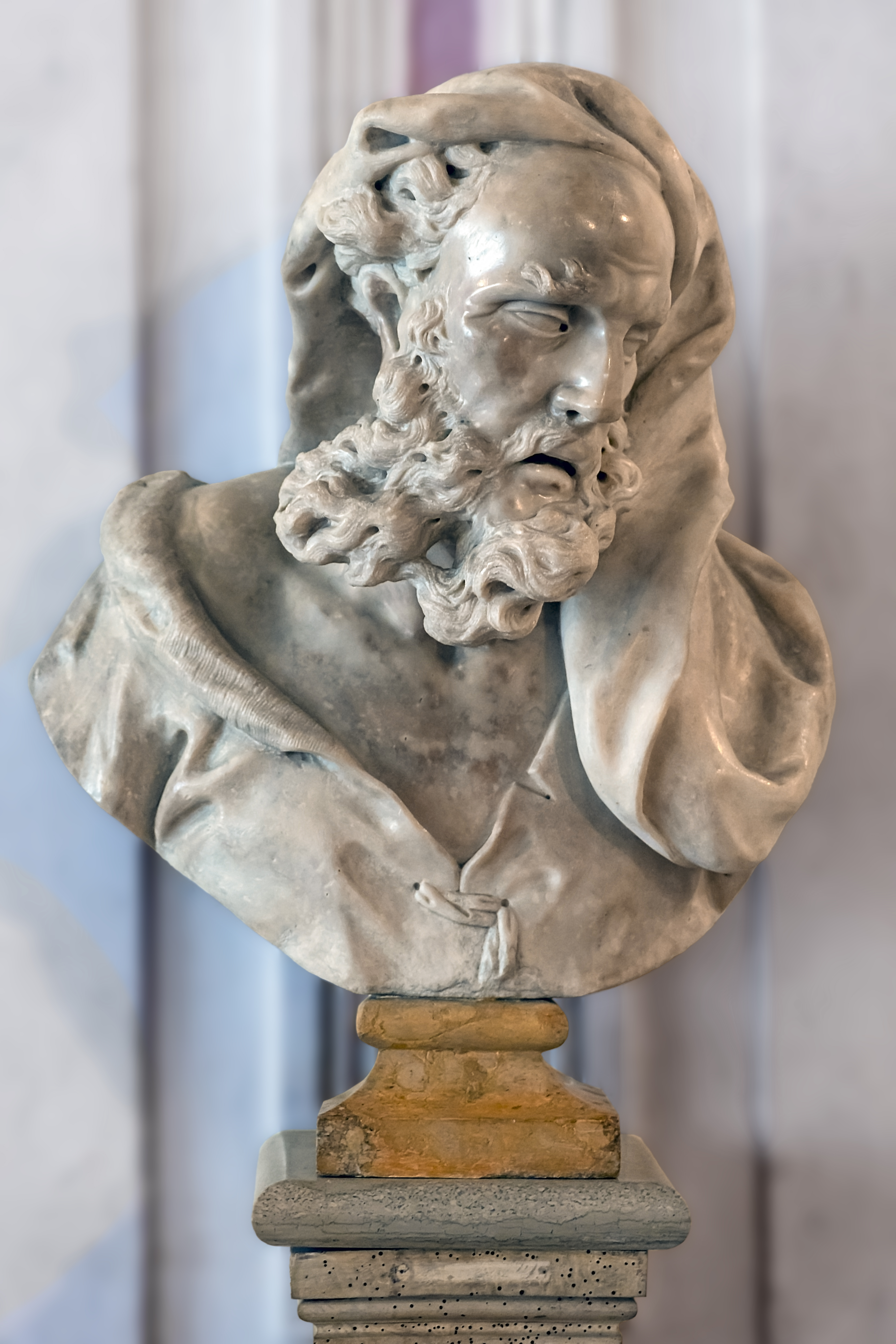
Skulptur eines Philosophen, Werk von Michele Fabris in der Fondazione Querini Stampalia

Michele Fabris, bekannt vor allem durch den von seiner Heimat abgeleiteten Spitznamen, Michele Ongaro auch Ongharo oder Ungaro geschrieben (* 1644 in Bratislava; † 8. Juli 1684 in Venedig) war ein ungarischer Bildhauer.

## Biografie
Er wurde in Bratislava, Königliches Ungarn, geboren. Als Bezug zu seiner Heimat erhielt er den Spitznamen Ongaro (Ungar). Um das jahr 1662 zog er nach Venedig. Dort arbeitete er zusammen mit dem deutschen Bildhauer Melchior Barthel am Grab des Dogen Pesaro in der Frari. Danach arbeitete er in der Basilika Santa Maria della Salute mit Baldassare Longhena. Eine weitere Skulptur befindet sich in der Cappella Vendramin in San Pietro di Castello. Michele Fabris starb in Venedig.